# Lijst van schepen van de Geconfedereerde Staten
Deze Lijst van schepen van de Geconfedereerde Staten geeft alle schepen van de Geconfedereerde Staten van Amerika weer.

## Pantserschepen
- CSS Albemarle
- CSS Arkansas
- CSS Baltic
- CSS Charleston
- CSS Chicora
- CSS Columbia
- CSS Fredicksburg
- CSS Georgia
- CSS Louisiana
- CSS Manassas
- CSS Mississippi
- CSS Muscogee
- CSS Nashville
- CSS Neuse
- CSS North Carolina
- CSS Palmetto State
- CSS Raleigh
- CSS Richmond
- CSS Savannah
- CSS Stonewall
- CSS Tennessee (1862)
- CSS Tennessee (1863)
- CSS Texas
- CSS Virginia (ex-USS Merrimack)
- CSS Virgina II

## Kruisers
- CSS Alabama
- CSS Archer
- CSS Chickamauga
- CSS Clarence
- CSS Florida
- CSS Georgia
- CSS Nashville
- CSS Rappahannock
- CSS Shenandoah
- CSS Sumter
- CSS Tacony
- CSS Tallahasee
- CSS Tuscaloosa

## Kanonneerboten
- CSS McRae
- CSS Oregon
- CSS Patrick Henry

## Torpedoboten
- CSS Scorpion

## Andere
- CSS Hunley (Duikboot)
- CSS United States (fregat, soms genoemd als "CSS Confederate Stater" maar nooit officieel werd de naam veranderd)